# Adriana Bazon-Chelariu
Adriana Bazon-Chelariu (n. 5 iulie 1963, Copălău, România) este o fostă canotoare română, triplu laureată cu argint la Los Angeles 1984, Seul 1988 și Barcelona 1992. La Campionatul Mondial de canotaj din 1987, ea a concurat încă sub numele de fată și la Olimpiada din 1988, ea a participat sub numele ei de căsătorie.
A participat la cinci Campionate Mondiale și la trei ediții ale Jocurile Olimpice, la care a obținut 11 medalii dintre care trei de aur.
În 2004 a fost decorată cu Ordinul „Meritul Sportiv” clasa a II-a cu două barete.